# Yoshiyuki Sakamoto
Yoshiyuki Sakamoto (jap. 坂本 義行, Sakamoto Yoshiyuki; * 30. Mai 1972 in der Präfektur Hyōgo) ist ein ehemaliger japanischer Fußballspieler.

## Karriere
Sakamoto erlernte das Fußballspielen in der Schulmannschaft der Shizuoka Gakuen High School. Seinen ersten Vertrag unterschrieb er 1991 bei All Nippon Airways. Der Verein spielte in der höchsten Liga des Landes, der Japan Soccer League. Mit Gründung der Profiliga J.League 1992 und der damit verbundenen Neuorganisation des japanischen Fußballs wurde All Nippon Airways zu den Yokohama Flügels. 1993 gewann er mit dem Verein den Kaiserpokal. Ende 1996 beendete er seine Karriere als Fußballspieler.

## Erfolge
Yokohama Flügels
- Kaiserpokal

Sieger: 1993